# Cladonia borealis
Cladonia borealis (S. Stenroos (1989)), è una specie di lichene appartenente al genere Cladonia,  dell'ordine Lecanorales.
Il nome proprio deriva dal latino borealis, che significa settentrionale, boreale, ad indicare l'areale, l'emisfero settentrionale.

## Caratteristiche fisiche
Il sistema di riproduzione è principalmente asessuato, attraverso i soredi o strutture similari, quali ad esempio i blastidi. Il fotobionte è principalmente un'alga verde delle Trentepohlia.

## Habitat
Questa specie si adatta soprattutto a climi di tipo montano alpino. Rinvenuta su suoli silicei ricchi di minerali in spazi aperti e soleggiati; ha un'ecologia molto simile a quella di C. coccifera. Predilige un pH del substrato da molto acido a valori intermedi fra molto acido e subneutro. Il bisogno di umidità è mesofitico.

## Località di ritrovamento
La specie è stata rinvenuta nelle seguenti località:
- Canada (Columbia Britannica);
- Germania (Brandeburgo, Essen, Renania-Palatinato, Schleswig-Holstein, Baden-Württemberg, Niedersachsen, Renania Settentrionale-Vestfalia);
- USA (Maine, Wisconsin, New York);
- Andorra, Antartide, Argentina, Austria, Bhutan, Cile, Colombia, Danimarca, Estonia, Finlandia, Georgia del Sud, Groenlandia, Islanda, Isole Orcadi meridionali, Isole Svalbard, Lituania, Mongolia, Norvegia, Paesi Bassi, Regno Unito, Spagna, Svezia,

In Italia questa specie di Cladonia è estremamente  rara: 
- Lombardia, estremamente rara nelle zone alpine e di confine col Trentino; non rinvenuta altrove
- Veneto, estremamente rara nelle zone alpine e di confine col Trentino; non rinvenuta altrove
- Friuli, estremamente rara nella parte settentrionale al confine col Veneto e con la Slovenia

Non è stata rinvenuta nelle altre regioni.

## Tassonomia
Questa specie è attribuita alla sezione Cocciferae; a tutto il 2008 non sono state identificate forme, sottospecie e varietà.